# Stephen Ferris
Stephen Ferris (Portadown, 2 agosto 1985) è un ex rugbista a 15 irlandese, proveniente dall’Irlanda del Nord, già terza linea ala della franchise di Belfast dell’Ulster e rappresentante a livello internazionale l’Irlanda e i British and Irish Lions; la sua carriera agonistica è prematuramente terminata a 28 anni a giugno 2014 a causa di un infortunio a una caviglia dal quale non è mai guarito completamente.

## Biografia
Nativo di Portadown, in Irlanda del Nord, Ferris si formò a livello provinciale nell'accademia giovanile dell'Ulster Rugby a Belfast, ed esordì per la relativa franchise durante un match di Celtic League 2005-06 contro i Border Reivers.
A novembre 2006 giunse anche l'esordio internazionale con l'Irlanda in un test match contro i Pacific Islanders in tour; meno di un anno dopo fu incluso nella rosa che prese parte alla Coppa del Mondo di rugby 2007 in Francia.
Ancora a livello internazionale vinse il Sei Nazioni 2009 con il Grande Slam e in quello stesso anno fu convocato per il tour dei British Lions in Sudafrica, nel quale tuttavia disputò solo due incontri infrasettimanali per poi dover lasciare la spedizione e tornare in patria a causa della rottura del legamento collaterale tibiale del ginocchio destro.
Prese, ancora, parte alla Coppa del Mondo di rugby 2011 in Nuova Zelanda; un anno dopo, durante un match di Pro12 contro Edimburgo, si procurò un infortunio a una caviglia, a causa del quale dovette stare fuori quasi 16 mesi; rientrò, infatti, solo a marzo 2014, ma la caviglia non resse lo sforzo e, dopo un consulto chirurgico, il 3 giugno Ferris comunicò il suo abbandono forzato dell'attività agonistica a 29 anni ancora da compiere.